# Nader Soleimani
Nader Soleimani (en persan : نادر سلیمانی), né le 5 mars 1967 à Abadan,  est un acteur  iranien de séries télévisées.

## Filmographie
- Bagh-e Mozaffar (Jardin de Mozaffar)  (série télévisée)
- Payamak az diar-e baghi (SMS de l'au-delà)   (série télévisée)
- Mard-e Hezar Chehreh (Un Homme aux milles facettes)  (série télévisée)